# Liste des évêques de Mbanza Congo
Liste des évêques de Mbanza Congo
(Dioecesis Mbanzacongensis)
L'évêché de Mbanza Congo est créé le 7 novembre 1984, par détachement de celui d'Uíge (pt).

## Liste des évêques
- 8 novembre 1984-† 10 août 1991 : Afonso Nteka
- 29 mai 1992-17 juillet 2008 : Serafim Shyngo-Ya-Hombo
- depuis le 5 janvier 2009 : Vicente Kiaziku (Vicente Carlos Kiaziku)

## Sources
- L'ANNUAIRE PONTIFICAL, sur le site http://www.catholic-hierarchy.org, à la page